# (2235) Vittore
(2235) Vittore (A924 GA; 1933 UL; 1933 WM; 1939 VE; 1950 TT; 1959 GS; 1962 SM; 1968 TP; 1976 EN; 1976 FC; 1979 SA) ist ein Asteroid des äußeren Hauptgürtels, der am 5. April 1924 vom deutschen Astronomen Karl Wilhelm Reinmuth an der Landessternwarte Heidelberg-Königstuhl auf dem Königstuhl bei Heidelberg (IAU-Code 024) entdeckt wurde.

## Benennung
(2235) Vittore wurde nach dem Observatorium San Vittore in Bologna (Emilia-Romagna, Italien, IAU-Code 552) benannt, an dem der Asteroid (2235) Vittore 1979 wiederentdeckt wurde. Die Wiederentdeckung sowie die darauffolgende Identifizierung und Nummerierung des Asteroids war umfangreichen und sorgfältigen Bemühungen einer Gruppe von Amateurastronomen zuzuschreiben.